# Henouttaneb
Henouttaneb ou Khenttaneb (Celle qui préside au pays entier) est l'une des filles du pharaon Amenhotep III (XVIIIe dynastie) et de sa grande épouse royale Tiyi, et la sœur d'Akhenaton. Son nom fut souvent utilisé comme titre par les reines de la civilisation pharaonique.
Elle fut, semble-t-il, la troisième fille du couple royal, après Satamon et Iset. Ces deux dernières ont été grandes épouses royales dans la dernière partie du règne, et il est vraisemblable qu'Amenhotep III ait également épousée Henouttaneb. Bien qu'elle ne soit nulle part mentionnée en tant qu'« Épouse du roi », on a retrouvé son nom inscrit dans un cartouche, privilège exclusif des rois et de leurs épouses. 
Elle est notamment représentée sur une statue colossale de Médinet Habou où Amenhotep III et Tiyi sont assis côte à côte, avec trois de leurs filles sur l'avant du trône : Henouttaneb, la plus grande et la mieux préservée, au centre ; Nebetâh sur la droite ; et une troisième, dont le nom est détruit, sur la gauche. Elle apparaît également dans le temple de Soleb (avec Iset et ses parents), ainsi que sur plusieurs fragments de faïence.
On ne trouve plus aucune mention de son nom après le règne de son père, et sa vie reste en grande partie mystérieuse.